# Las Choapas (1941)
Las Choapas fue el cuarto barco mexicano hundido por el submarino alemán U-129 en el golfo de México que provocó la participación de México en la Segunda Guerra Mundial.

## Nombres anteriores
Las Choapas era un petrolero de 2,005 toneladas construido en 1898 cuyo nombre original era Atlas, perteneció a la compañía estadounidense Standard Oil Co. y fue vendido a la naviera italiana Societa Armatrice Italiana en 1925 y posteriormente en 1939 a la empresa también italiana Ditta G.M. Barbagelata conservándose su nombre original. En abril de 1941 la embarcación fue incautada por el gobierno mexicano por el derecho de angaria aduciendo el deterioro del tráfico marítimo mexicano con otras naciones a consecuencia de la guerra, rebautizándose como Las Choapas.

## Hundimiento

Mapa que muestra los lugares donde fueron hundidos 6 buques de bandera mexicana por submarinos alemanes en 1942 y el Juan Casiano que se hundió por colisión contra un barco escolta durante una tormenta en 1944.

El barco fue atacado a las 7:22  del 27 de junio de 1942, transportaba 17 450 barriles de gasolina. Fue hundido en las inmediaciones de Arroyo González, al norte de Tecolutla, Veracruz, con treinta y un tripulantes de los cuales fallecieron tres. El torpedo con trayectoria por la banda de babor impactó en la popa destrozando el timón y provocó un incendio de forma instantánea.
Los sobrevivientes del ataque relataron que tras la emersión del submarino, se dieron instrucciones a los náufragos para abordar tres lanchas, fue entonces cuando contemplaron estupefactos que se trataba de una nave pintada en verde claro con la leyenda Seewolf (Lobo de Mar). De manera oportuna, el submarino se sumergió en menos de dos minutos, tan solo tres o cuatro minutos después, apareció un hidroavión PBY Catalina de la Armada de los Estados Unidos pero ya no pudo hacer nada. 
El comandante del U-129, Kapitänleutnant Hans-Ludwig Witt, consignó en bitácora al petrolero Las Choapas como torpedeado, cañoneado y hundido al navío mexicano en 20°15′N 96°20′O / 20.250, -96.333, que son las mismas coordenadas donde había sido hundido unas horas antes el Túxpam. Al respecto, el capitán Pedro Calderón Lozano relató que a la hora cuando el Túxpam fue atacado, Las Choapas cruzaba frente al faro de Santiaguillo, no lejos de Veracruz y debido a que no captó la señal de SOS del velero no buscó refugio en el puerto.
El U-boot alemán tipo IXC también hundió a las embarcaciones noruegas Cadmius, Gundersen, Port Antonio, al buque soviético Tuapse y al buque estadounidense Tachirá al norte y este de la península de Yucatán. Posteriormente, el 17 de diciembre de 1942, el Kapitänleutnant Witt (1909-1980), sería codecorado con la Cruz de Caballero de la Cruz de Hierro. El U-129 sería retirado del servicio activo el 4 de julio de 1944 y echado a pique el 18 de agosto del mismo año en Lorient, Francia.

## Buques mexicanos hundidos por U-Boote alemanes
| Buques mexicanos |                   |                         |        |                                  |
| N.º              | Buque             | Fecha del ataque        | U-Boot | Comandante                       |
| 1                | Potrero del Llano | 13 de mayo de 1942      | U-564  | Oberleutnant Reinhard Suhren     |
| 2                | Faja de Oro       | 20 de mayo de 1942      | U-106  | Kapitänleutnant Hermann Rasch    |
| 3                | Túxpam            | 26 de junio de 1942     | U-129  | Kapitänleutnant Hans-Ludwig Witt |
| 4                | Las Choapas       | 27 de junio de 1942     | U-129  | Kapitänleutnant Hans-Ludwig Witt |
| 5                | Oaxaca            | 27 de julio de 1942     | U-171  | Kapitänleutnant Günther Pfeffer  |
| 6                | Amatlán           | 4 de septiembre de 1942 | U-171  | Kapitänleutnant Günther Pfeffer  |